# El comissari europeu
El comissari europeu (títol original: The Commissioner) és una pel·lícula belgo-alemanya de 1998 dirigida per George Sluizer i escrita per Christina Kallas, basada en la novel·la del mateix nom de Stanley Johnson. Es va presentar en el 48è Festival de cinema Internacional de Berlín l. Ha estat doblada al català.

## Repartiment
- John Hurt: James Morton
- Rosana Pastor:Helena Moguentes
- Alice Krige: Isabelle Morton
- Armin Mueller-Stahl: Hans Koenig
- Johan Leysen: Horst Kramer
- Simon Chandler: Peter Simpson
- David Morrissey: Murray Lomax
- James Faulkner: Gordon Cartwright
- Alan MacNaughtan: Karl Ritter
- Bill Bolender: Arthur Groom
- Julian Wadham: Primer ministre